# Den inre cirkeln
Den inre cirkeln är en svensk politisk thrillerserie producerad för Viaplay. Serien hade premiär på Viaplay i mars 2019. Serien är fritt baserad på Per Schlingmanns roman I maktens öga.  I november 2018 meddelades att det planeras för en andra säsong. Den kommer baseras fritt på Per Schlingmanns andra roman Harpsund tur och retur.
Producent är Håkan Hammarén. Manusförfattare Håkan Lindhé, Anna Platt och Maja Winkler. För regin svarar Håkan Lindhé & Anders Hazelius.

## Rollista i urval[5]
- Niklas Engdahl - David Ehrling
- Nanna Blondell - Lena Nilsdotter
- Johanna Wilson - Ingrid Ehrling
- Ebba Hultkvist - Josephine Sparre
- Olle Sarri - Joel Ehrling
- Ellen Sarri Littorin - Klara Ehrling
- Melinda Kinnaman - Astrid Pahlawi
- Barbro 'Babben' Larsson - Bojan Eriksson
- Sara Askelöf - Säpo Sara
- Anna Bjelkerud - Elvira Kropp
- Evamaria Björk - Ann-Louise Hegel
- Jonatan Blode - Jonte
- Lars Lind - Henning Ehrling
- Anita Wall - Aja Henning
- Dag Malmberg - Erik Hansen
- Anna Littorin - Victoria Ståhl